# サンティアゴ・カリーリョ

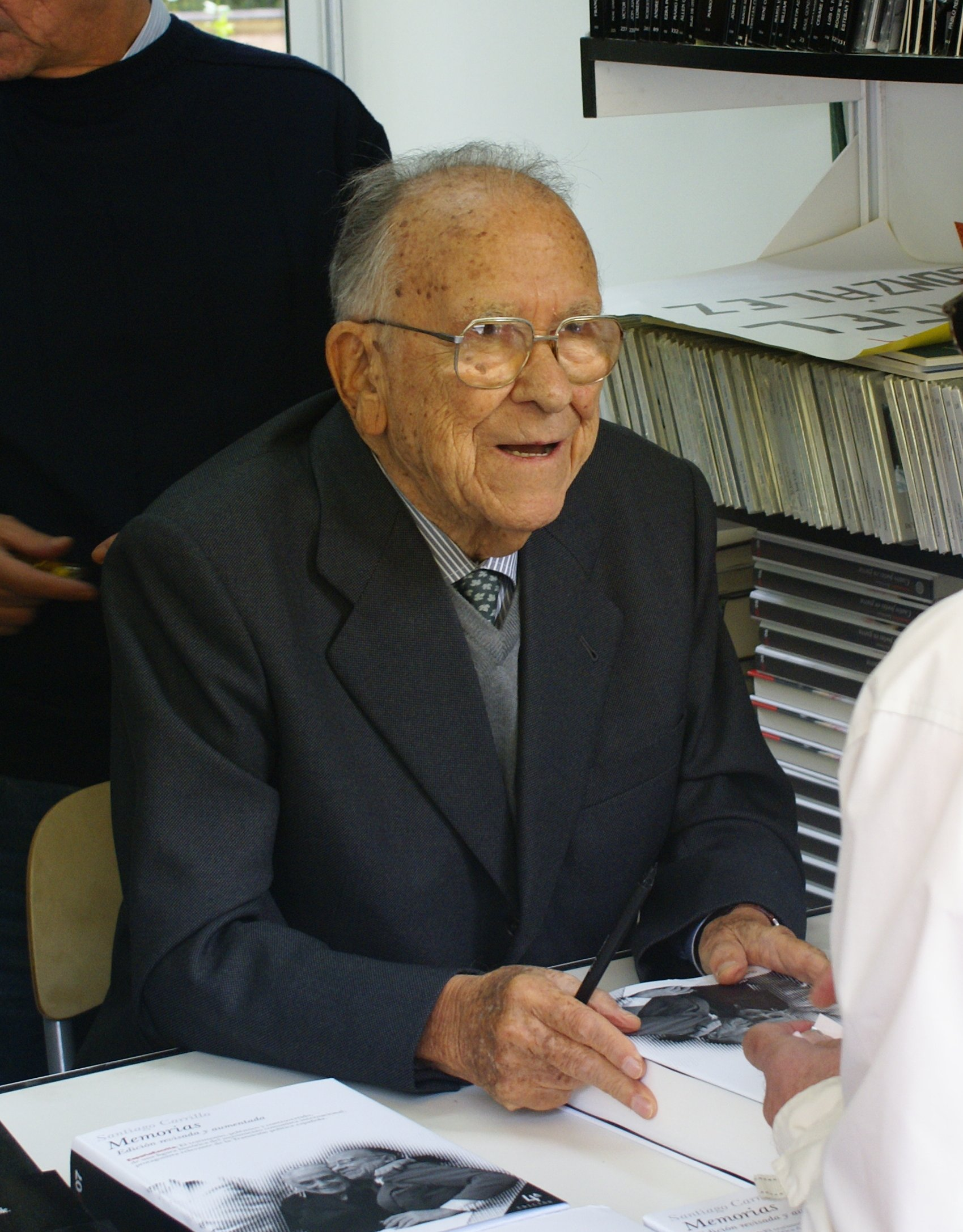
カリーリョ、2006年

サンティアゴ・ホセ・カリーリョ・ソラーレス（Santiago José Carrillo Solares、1915年1月18日 - 2012年9月18日）は、スペインの政治家。1960年から1982年まで、スペイン共産党（PCE）書記長を務めた。ユーロコミュニズムの旗手として活躍した事でも知られる。名字はカリージョとも。

## 来歴

### 生誕から幼少期
アストゥリアス県ヒホン出身。父は著名な社会主義者のウェンセルサン・カリーリョ。6歳の時に一家がマドリードへ転居、13歳にしてスペイン社会労働党（PSOE）機関紙『エル・ソシアリスタ』に勤務。同時に同党系の労働組合・労働者同盟（UGT）やスペイン社会主義青年同盟に参画する。

### 第二共和政及び内戦
1932年に社会主義青年執行委員会に加わり、機関紙『レノバシオン』の編集者に就く。組織内では左派に属していた。社会主義青年同盟が急進主義色を強めた1933年には事務局長に就任。しかし、労働者同盟による蜂起（所謂十月革命）に関与した廉で、1934年10月から1936年2月までの1年4ヶ月間、投獄を余儀無くされる。
釈放後の1936年3月、社会主義青年同盟幹部と共にモスクワへ赴き、共産主義青年インターナショナルの指導者らに謁見、社会主義系及び共産主義系青年同盟の統合に力を尽くす。この動きは後に、統一社会主義青年同盟（Juventudes Socialistas Unificadas）の結成に繋がる事となる。
内戦勃発後、スペイン共産党への入党を決意。内戦ではソビエト連邦を熱烈に支持し、1936年11月7日にマドリード防衛評議会の共和国評議員に選ばれる。同評議会はマドリードがファシスト側に包囲されている間、最高機関としての役割を担った。
ネフリン政権及びその支持者に対する内部クーデターにより、1939年3月マドリードが陥落した後も、共産党は第二次世界大戦まで抵抗運動の継続を希望。クーデターを先導したのはスペイン社会労働党員でもあった父ウェンセルサンだが、カリーリョ自身はクーデターを「反革命」や「裏切り」と見ており、これ以後父と絶縁するに至る。
スペイン第二共和政崩壊後は、フランシスコ・フランコが独裁者として軍政を率いる事となる。このためパリへの亡命を余儀無くされ、党の再建に奔走する。亡命期間は38年間に及び、その殆どを同地の他、ソ連やイタリアなどで過ごす。

### スペイン共産党書記長
1960年、「パシオナリア」（情熱の女）ドロレス・イバルリから禅譲される形で、スペイン共産党書記長に就く。書記長在任中はマルクス・レーニン主義やスターリン主義、社会民主主義に反旗を翻しながらも、独自路線を模索。ソ連がチェコスロバキアに侵攻した1968年以降、ソ連とは一線を画し始める。

### 民政復帰とユーロコミュニズム
フランコが1975年11月20日に死去すると、1976年に極秘裏にスペインへ帰国。1977年3月2日にマドリードで開催された会談にて、フランスのジョルジュ・マルシェやイタリアのエンリコ・ベルリンゲルと共に、ユーロコミュニズム運動の先陣を切った。4月開催の党大会でも、レーニン主義の放棄の他、複数政党制並びに王政の承認を決定。
同年スペイン国会の下院に当たるスペイン下院選挙で、マドリード選挙区から出馬し初当選。なお、この選挙はスアレス政権によりスペイン共産党が合法化（1977年4月9日）された直後で、民政復帰後初であった。
移行期間中におけるカリーリョの権威や指導力は、民主制度への平和的な進化や反対勢力との対話に基づく建設的な手法、内戦からの復興を進める上で、決定的な役割を果たした。一連の取り組みは「[政策」とも称されるが、平和的な民政復帰を可能にする事となる。
1979年には再選を果たすものの、内戦やその後の弾圧並びに独裁からの回復途上にあった1981年2月23日、クーデター未遂事件（23-F）に遭遇。これを機に共産党への支持が一旦は後退する一方、23-Fにおける蛮勇は注目に値する。当時引退間際であったスアレス首相やマヌエル・グティエレス・メラド防衛相と共に、反乱軍の命令に背いたばかりか、席に居座りタバコを吹かす模様が、テレビを通して生中継されたのである。2月27日マドリードの街頭にて、民主主義と護憲を訴える大規模なデモンストレーションに参加。
1982年の選挙でも議席を死守。しかしこの選挙で共産党は、主流派であるユーロコミュニズム派と親ソ派との対立などが相俟って、前回選挙より19議席減の4議席と惨敗を喫する。同年11月6日、党勢が奮わなかった責任を取り、書記長を退任する。後任はヘラルド・イグレシアス。

### 共産党除名と新党結成
1985年4月15日に共産党を除名され、1986年にはスペイン労働者党 - 共産主義者の統一（PTE-UC）を結成。しかし支持が伸びなかったため、ソビエト連邦の崩壊間際の1991年10月に解散を余儀無くされた。解散後はスペイン社会労働党に合流したものの、カリーリョは長年にわたる共産主義者としての矜恃から、社労党入りを拒絶している。

### 引退と死

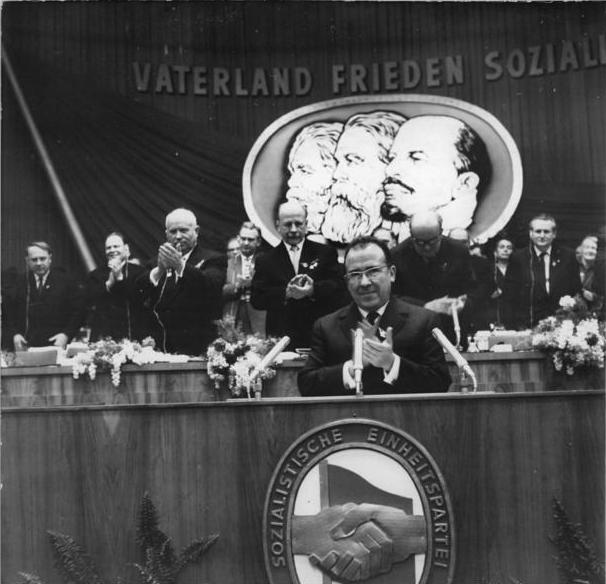
ドイツ社会主義統一党第6回代表者会議で演説を行うカリーリョ（1963年）

2005年10月20日、マドリード自治大学より名誉博士号を授与された。これに対しては右派論客から手厳しい非難を浴びるも、カリーリョ自身は「ユーロコミュニズムを経て社会民主主義に右転落」しており、最早共産主義者では無かった。
晩年は2000年代前半まで旺盛な著述活動を行っていたが、2012年9月18日、マドリードの自宅で死去。97歳。9月20日に火葬された。

## 主著
- "¿Adónde va el Partido Socialista? (Prieto contra los socialistas del interior)"（1959年）
- "Después de Franco, ¿qué?" （1965年）
- "Problems of Socialism Today" （1970年）
- "Eurocomunismo y Estado" Editorial Critica （1977年） ISBN 84-7423-015-2 ; English edition: Eurocommunism and the State, Lawrence and Wishart, 1977, ISBN 0-85315-408-2　日本語訳『「ユーロコミュニズム」と国家』合同出版 1979年、ISBN 978-4-7726-0124-5
- "El año de la Constitución" （1978年）
- "Memoria de la transición: la vida política española y el PCE" （1983年）
- "Problemas de la transición: las condiciones de la revolución socialista" （1985年）
- "El año de la peluca" （1987年）
- "Problemas del Partido: el centralismo democrático" （1988年）
- "Memorias" （1993年）
- "La gran transición: ¿cómo reconstruir la izquierda?" （1995年）
- "Un joven del 36" （1996年）
- "Juez y parte: 15 retratos españoles" （1998年）
- "La Segunda República: recuerdos y reflexiones" （1999年）
- "¿Ha muerto el comunismo?: ayer y hoy de un movimiento clave para entender la convulsa historia del siglo XX" （2000年）
- "La memoria en retazos: recuerdos de nuestra historia más reciente" （2004年）